# Mamadou
Mamadou ist ein westafrikanischer männlicher Vorname, abgeleitet von dem arabischen Muḥammad. Eine weitere afrikanisierte und insbesondere in Gambia gebräuchliche Form des Namens ist Momodou.

## Namensträger

### Vorname
- Mamadou Bah (Fußballspieler) (* 1988), guineischer Fußballspieler
- Mamadou Dagra (* 1953), nigrischer Rechtswissenschaftler und Politiker
- Mamadou Danso (* 1983), gambischer Fußballspieler
- Mamadou Dia (1910–2009), senegalesischer Politiker
- Mamadou Diabang (* 1979), senegalesischer Fußballspieler
- Mamadou Diallo (Fußballspieler, 1982) (* 1982), malischer Fußballspieler
- Mamadou Fofana (* 1998), malischer Fußballspieler
- Mamadou Aliou Kéïta (1952–2004), guineischer Fußballspieler
- Mamadou Kiari Liman-Tinguiri (* 1953), nigrischer Wirtschaftswissenschaftler und Diplomat
- Mamadou Koulibaly (* 1957), ivorischer Politiker
- Mamadou Lamine Loum (* 1952), senegalesischer Politiker
- Mamadou Seyni Mbengue (1925–2010), senegalesischer Autor und Diplomat
- Mamadou Niang (* 1979), senegalesischer Fußballspieler
- Mamadou Ouédraogo (1906–1978), Beamter und Politiker aus Obervolta
- Mamadou Sakho (* 1990), französischer Fußballspieler
- Mamadou Tall (* 1982), Fußballspieler aus Burkina Faso
- Mamadou Tandja (1938–2020), nigrischer Politiker
- Mamadou Tangara (* 1965), gambischer Politiker
- Mamadou Zongo (* 1980), Fußballspieler aus Burkina Faso

Mittelname
- Denis Mamadou Cuspert, bekannt als Deso Dogg (1975–2018), deutscher Rapper ghanaischer Abstammung
- Alimou Mamadou Diallo (* 1984), guineischer Fußballspieler
- Pa Mamadou Gai (* 1977), gambischer Leichtathlet, siehe Pa Modou Gai

### Familienname
- Bill Mamadou (* 2001), singapurisch-guineischer Fußballspieler